# Tibioploides stigmosus
Tibioploides stigmosus là một loài nhện trong họ Linyphiidae.
Loài này thuộc chi Tibioploides. Tibioploides stigmosus được miêu tả năm 2001 bởi Xia et al..